# 吉田拓郎ライブ コンサート・イン・つま恋'75
『吉田拓郎ライブ コンサート・イン・つま恋』（よしだたくろうライブ コンサート・イン・つまごい）は、2012年9月19日に発売された、吉田拓郎のライブ・アルバムである。

## 解説
- 1975年に行われた日本初の大規模オールナイト野外コンサート「吉田拓郎・かぐや姫 コンサート インつま恋」の内、吉田拓郎のパフォーマンスから11曲（リハーサル音源1曲を含む）を初CD化した作品。
- 初回仕様限定は紙ジャケット仕様。
- 全曲デジタル・リマスタリング。
- 田家秀樹の4900字ライナーノーツとTAMJIN（田村仁）の未発表写真使用パッケージが付属されている。

## 収録曲
- 特記がないものは、作詞・作曲：吉田拓郎

1. 僕の唄はサヨナラだけ（リハーサル）
  - モノラル音源。
2. あゝ青春
作詞:松本隆
3. 春だったね
作詞:田口淑子
4. 今日までそして明日から
5. 夏休み
6. 襟裳岬
作詞:岡本おさみ
7. 三軒目の店ごと
8. されど私の人生
作詞・作曲:斉藤哲夫
9. 君去りし後
作詞:岡本おさみ
10. 落陽
作詞:岡本おさみ
11. 人間なんて

## 関連作品
- ライブDVD「吉田拓郎・かぐや姫 コンサート イン つま恋 1975」
- ライブBlu-ray Disc「吉田拓郎・かぐや姫 コンサート イン つま恋 1975+'79 篠島アイランドコンサート」
- 「新・風街図鑑」- 松本隆の作詞家活動40周年記念CD。「あゝ青春」収録。